# Herman Autrey
Herman Autrey (* 4. Dezember 1904 in Evergreen, Alabama; † 14. Juni 1980 in New York City) war ein US-amerikanischer Jazztrompeter des Swing.
Autrey begann seine Karriere auf dem Altsaxophon in der Band seines Vaters, später wechselte er zur Trompete. 1923 zog er nach Pittsburgh, wo er mit lokalen Bands spielte, und tourte dann durch die Südstaaten; in Florida arbeitete er mit einer eigenen Band. Er ließ sich – nach Stationen in Boston, Washington D.C. und Philadelphia – in New York City nieder und spielte bei Charlie Johnson (1933–34) im Small’s Paradise, danach bei Fletcher Henderson (1935) und Claude Hopkins (1938/9) und war mit Unterbrechungen bis 1941 Mitglied der Band Fats Waller & his Rhythm, zu hören auf Plattenaufnahmen wie Let’s Pretend There’s a Moon (1934) oder Don’t You Know or Don’t You Care (1935). Er ging 1942 zu Stuff Smith, hatte eine Band an der Westküste und arbeitete bis 1944 auch bei Benny Waters. Anschließend machte er sich selbstständig und spielte mit eigenen Bands in Brooklyn, aber auch in Kanada. Er nahm 1958 auch mit Buster Bailey auf. 1960 hatte er ein eigenes Quartett und 1961 ein eigenes Trio. Er spielte in den 1960ern auch in der Dixieland-Band Saints and Sinners von Vic Dickenson und Red Richards. 1968 gastierte er auf dem Jazzfestival Frankfurt. In den 1970er Jahren trat er noch im New Yorker Club Jimmy Ryan’s auf.

## Lexigraphische Einträge
- Carlo Bohländer, Karl Heinz Holler, Christian Pfarr: Reclams Jazzführer. 3., neubearbeitete und erweiterte Auflage. Reclam, Stuttgart 1989, ISBN 3-15-010355-X.
- Leonard Feather, Ira Gitler: The Biographical Encyclopedia of Jazz. Oxford University Press, New York 1999, ISBN 0-19-532000-X.